# Kanton Clermont-en-Argonne
Kanton Clermont-en-Argonne (fr. Canton de Clermont-en-Argonne) je francouzský kanton v departementu Meuse v regionu Grand Est. Tvoří ho 50 obcí. Před reformou kantonů 2014 ho tvořilo 14 obcí.

## Obce kantonu
od roku 2015:
| - Aubréville - Avocourt - Bantheville - Baulny - Béthelainville - Béthincourt - Boureuilles - Brabant-en-Argonne - Brabant-sur-Meuse - Brocourt-en-Argonne - Charpentry - Chattancourt - Cheppy - Cierges-sous-Montfaucon - Le Claon - Clermont-en-Argonne - Consenvoye - Cuisy - Cunel - Dannevoux - Dombasle-en-Argonne - Épinonville - Esnes-en-Argonne - Forges-sur-Meuse - Froidos | - Fromeréville-les-Vallons - Futeau - Gercourt-et-Drillancourt - Gesnes-en-Argonne - Les Islettes - Jouy-en-Argonne - Lachalade - Malancourt - Marre - Montblainville - Montfaucon-d'Argonne - Montzéville - Nantillois - Le Neufour - Neuvilly-en-Argonne - Rarécourt - Récicourt - Regnéville-sur-Meuse - Romagne-sous-Montfaucon - Septsarges - Sivry-sur-Meuse - Varennes-en-Argonne - Vauquois - Véry - Vilosnes-Haraumont |

před rokem 2015:
- Aubréville
- Brabant-en-Argonne
- Brocourt-en-Argonne
- Le Claon
- Clermont-en-Argonne
- Dombasle-en-Argonne
- Froidos
- Futeau
- Les Islettes
- Jouy-en-Argonne
- Le Neufour
- Neuvilly-en-Argonne
- Rarécourt
- Récicourt